# Ihode
Ihode är en tätort (finska: taajama) i Pyhäranta kommun och Letala stad (kommun) i landskapet Egentliga Finland i Finland. Vid tätortsavgränsningen den 31 december 2021 hade Ihode 592 invånare och omfattade en landareal av 3,99 kvadratkilometer.